# Iago Aspas
Iago Aspas Juncal (Moaña, 1 augustus 1987) is een Spaans voetballer die doorgaans als aanvaller speelt. Hij verruilde Sevilla in juli 2015 voor Celta de Vigo, waar hij ook zijn carrière begonnen was. Aspas debuteerde in 2016 in het Spaans voetbalelftal.

## Clubcarrière

### Celta de Vigo
Aspas speelde vanaf zijn zevende voor Celta de Vigo. Tijdens het seizoen 2007/08 maakte hij zijn profdebuut voor Celta in de Segunda División. Een jaar later speelde hij zijn tweede wedstrijd voor de club: op 6 juni 2009 viel hij in de 59'ste minuut in tegen Deportivo Alavés en scoorde hij beide goals in een 2-1 overwinning, wat later cruciaal bleek te zijn in het ontlopen van degradatie. In de zomer van 2009 werd hij definitief bij het eerste elftal gehaald, en dat seizoen scoorde hij zes keer in alle competities.
In het seizoen 2011/12 maakte hij 23 doelpunten in 35 wedstrijden, waarmee hij zijn team na vijf jaar afwezigheid hielp promoveren naar de Primera División. Alleen Leonardo Ulloa scoorde meer doelpunten in de competitie. Hij werd uitgeroepen tot beste aanvaller en won de Zarra Trophy voor beste Spaanse speler van de Segunda División. 
Op 18 augustus 2012 maakte Aspas in een 1-0 nederlaag tegen Málaga zijn debuut in de Primera División. Een maand later scoorde hij tegen Osasuna zijn eerste doelpunt op het hoogste niveau. Hij zou er nog elf maken dat seizoen en was daarmee erg belangrijk. Op de allerlaatste speeldag wist Aspas zich met Celta de Vigo te verzekeren van lijfsbehoud.

### Liverpool
Aspas tekende op 13 juni 2013 een vierjarig contract bij Liverpool, dat tussen 7 en 9 miljoen pond voor hem betaalde. Met rugnummer negen debuteerde hij op 17 augustus 2013 in de Premier League, op Anfield tegen Stoke City. Hij gaf een assist op Daniel Sturridge, die het enige doelpunt van de wedstrijd maakte. Na 72 minuten werd hij vervangen door Raheem Sterling. Op 5 januari 2014 scoorde hij in de FA Cup tegen Oldham Athletic zijn eerste doelpunt voor de club. Aspas maakte zich bij Liverpool niet onmisbaar, hij was vooral reserve achter Philippe Coutinho, Luis Suárez, Sturridge en Sterling. Hij had bovendien moeite vanwege zijn beperkte Engels. 

### Sevilla
De club verhuurde hem gedurende het seizoen 2014/15 aan Sevilla FC, dat daarbij een optie bedong om hem aan het eind van het seizoen definitief voor drie jaar vast te leggen. Hij maakte op 12 augustus in de UEFA Super Cup tegen Real Madrid zijn debuut, maar verloor met 2-0. Op 2 oktober scoorde hij in de Europa League tegen HNK Rijeka zijn eerste dielpunt voor de club. Later die maand scoorde hij een hattrick in de Copa del Rey tegen Sabadell. Samen met Neymar was hij dat seizoen de topscorer van de beker met zeven goals. De eerste competitiegoal van Aspas viel op 1 februari 2015. Hij scoorde de winnende treffer in een 3-2 overwinning op Espanyol. In totaal was hij goed voor tien goals en drie assists in 25 wedstrijden.

### Celta de Vigo (2)
Sevilla lichtte op 12 juni 2015 de optie tot koop op Aspas, maar alleen om hem diezelfde door te verkopen aan zijn oude club Celta de Vigo. Hier tekende hij een contract tot medio 2020. Op 23 september scoorde hij tweemaal in een 4-1 overwinning op FC Barcelona. 
In oktober 2016 werd Aspas uitgeroepen tot La Liga Speler van de Maand. Hij had vijf goals gescoord, twee in een 4-1 overwinning op Deportivo Alavés en twee in een 3-3 gelijkspel tegen Las Palmas, terwijl hij ook goed was voor een goal en een assist in een 4-3 overwinning op regerend landskampioen FC Barcelona. Op 23 februari 2017 scoorde hij in de laatste minuut een penalty tegen Sjachtar Donetsk, waardoor Celta doorging naar de volgende ronde van de Europa League.
Op 21 mei 2017 scoorde Aspas uit een penalty tegen Real Sociedad zijn negentiende doelpunt van het seizoen. Het was tot dan toe zijn beste seizoen op het hoogste niveau en hij won daarmee voor de tweede keer de Zarra Trophy. Het seizoen erop was hij opnieuw de meest scorende Spanjaard met 22 goals, wat in de competitie alleen kon worden overtroffen door Lionel Messi, Cristiano Ronaldo en zijn voormalig teamgenoot Luis Suarez. Op 5 november scoorde hij zijn 100'ste doelpunt voor de club, waarmee hij zesde stond op de all-time topscorerslijst. 
Tijdens het seizoen 2018/19 stond Aspas vanaf eind december drie maanden buitenspel met een kuitblessure, waardoor Celta van de negende naar de achttiende plaats afzakte. Bij zijn terugkeer op 30 maart 2019 tegen Villarreal scoorde hij direct tweemaal in een 3-2 overwinning. Dat was bovendien zijn 300'ste wedstrijd voor de club. Op 17 april tekende hij een nieuw contract tot de zomer van 2023. 
Op 24 juni 2020 scoorde Aspas de enige goal van de wedstrijd tegen Real Sociedad, waarmee hij zijn 100'ste Primera División-doelpunt maakte in 209 wedstrijden. Sinds de Spaanse Burgeroorlog zijn er slechts vier spelers die dat sneller voor elkaar kregen, onder meer David Villa en Roberto Soldado. Drie dagen later scoorde hij zijn 150'ste doelpunt in wedstrijd 339, een 2-2 gelijkspel tegen FC Barcelona. Op 1 november scoorde hij zijn 105'de doelpunt voor Celta op het hoogste niveau, waarmee hij een record van 69 jaar overnam. Hij werd in december 2020 opnieuw uitgeroepen tot Speler van de Maand, door aan acht van Celta's elf doelpunten bij te dragen met een goal of assist en bovendien geen wedstrijd te verliezen. Hij wist dat seizoen voor de zesde keer op rij minstens veertien competitiegoals. 
Op 6 november 2021 scoorde hij tweemaal tegen Barcelona en maakte hij op die manier een 3-0 achterstand goed tot 3-3. Hij scoorde zeventien keer in de competitie en was opnieuw de meest scorende Spanjaard. Op 17 februari 2024 scoorde hij zijn 200'ste doelpunt in clubverband.
Momenteel is Aspas eerste in aantal wedstrijden én aantal goals aller tijden voor Celta de Vigo. 

## Clubstatistieken
| Seizoen     | Club          | Competitie         | Competitie | Competitie | Competitie | Beker | Beker | Beker | Overig | Overig | Overig | Totaal | Totaal | Totaal |
| Seizoen     | Club          | Competitie         | Wed.       | Dlp.       | Ass.       | Wed.  | Dlp.  | Ass.  | Wed.   | Dlp.   | Ass.   | Wed.   | Dlp.   | Ass.   |
| ----------- | ------------- | ------------------ | ---------- | ---------- | ---------- | ----- | ----- | ----- | ------ | ------ | ------ | ------ | ------ | ------ |
| 2006/07     | Celta B       | Segunda División B | 2          | 0          | 0          | —     | —     | —     | —      | —      | —      | 2      | 0      | 0      |
| 2007/08     | Celta B       | Segunda División B | 32         | 4          | 0          | —     | —     | —     | —      | —      | —      | 32     | 4      | 0      |
| 2008/09     | Celta B       | Segunda División B | 31         | 6          | 0          | —     | —     | —     | —      | —      | —      | 31     | 6      | 0      |
| Club Totaal | Club Totaal   | Club Totaal        | 65         | 10         | 0          | 0     | 0     | 0     | 0      | 0      | 0      | 65     | 10     | 0      |
| 2007/08     | Celta de Vigo | Segunda División A | 1          | 0          | 0          | 0     | 0     | 0     | —      | —      | —      | 1      | 0      | 0      |
| 2008/09     | Celta de Vigo | Segunda División A | 3          | 2          | 0          | 0     | 0     | 0     | —      | —      | —      | 3      | 2      | 0      |
| 2009/10     | Celta de Vigo | Segunda División A | 36         | 5          | 0          | 7     | 1     | 1     | —      | —      | —      | 43     | 6      | 1      |
| 2010/11     | Celta de Vigo | Segunda División A | 30         | 4          | 0          | 1     | 1     | 0     | —      | —      | —      | 31     | 5      | 0      |
| 2011/12     | Celta de Vigo | Segunda División A | 35         | 23         | 7          | 3     | 2     | 0     | —      | —      | —      | 38     | 25     | 7      |
| 2012/13     | Celta de Vigo | Primera División   | 34         | 12         | 6          | 3     | 0     | 1     | —      | —      | —      | 37     | 12     | 7      |
| Club Totaal | Club Totaal   | Club Totaal        | 139        | 46         | 13         | 14    | 4     | 2     | 0      | 0      | 0      | 153    | 50     | 15     |
| 2013/14     | Liverpool     | Premier League     | 14         | 0          | 1          | 1     | 1     | 0     | —      | —      | —      | 15     | 1      | 1      |
| Club Totaal | Club Totaal   | Club Totaal        | 14         | 0          | 1          | 1     | 1     | 0     | 0      | 0      | 0      | 15     | 1      | 1      |
| 2014/15     | → Sevilla     | Primera División   | 16         | 2          | 1          | 5     | 7     | 2     | 4      | 1      | 0      | 25     | 10     | 3      |
| Club Totaal | Club Totaal   | Club Totaal        | 16         | 2          | 1          | 5     | 7     | 2     | 4      | 1      | 0      | 25     | 10     | 3      |
| 2015/16     | Celta de Vigo | Primera División   | 35         | 14         | 5          | 5     | 4     | 0     | —      | —      | —      | 40     | 18     | 5      |
| 2016/17     | Celta de Vigo | Primera División   | 32         | 19         | 4          | 5     | 2     | 2     | 12     | 5      | 2      | 49     | 26     | 8      |
| 2017/18     | Celta de Vigo | Primera División   | 34         | 22         | 5          | 3     | 1     | 0     | —      | —      | —      | 37     | 23     | 5      |
| 2018/19     | Celta de Vigo | Primera División   | 27         | 20         | 6          | 2     | 1     | 0     | —      | —      | —      | 29     | 21     | 6      |
| 2019/20     | Celta de Vigo | Primera División   | 37         | 14         | 3          | 1     | 0     | 0     | —      | —      | —      | 38     | 14     | 3      |
| 2020/21     | Celta de Vigo | Primera División   | 33         | 14         | 13         | 1     | 0     | 2     | —      | —      | —      | 34     | 14     | 15     |
| 2021/22     | Celta de Vigo | Primera División   | 37         | 17         | 7          | 1     | 0     | 0     | —      | —      | —      | 38     | 17     | 7      |
| 2022/23     | Celta de Vigo | Primera División   | 37         | 12         | 4          | 2     | 0     | 0     | —      | —      | —      | 39     | 12     | 4      |
| 2023/24     | Celta de Vigo | Primera División   | 35         | 9          | 10         | 1     | 0     | 0     | —      | —      | —      | 36     | 9      | 10     |
| 2024/25     | Celta de Vigo | Primera División   | 24         | 8          | 3          | 1     | 0     | 0     | —      | —      | —      | 25     | 8      | 3      |
| Club Totaal | Club Totaal   | Club Totaal        | 470        | 195        | 73         | 36    | 12    | 6     | 12     | 5      | 2      | 518    | 212    | 81     |
| TOTAAL      | TOTAAL        | TOTAAL             | 565        | 207        | 75         | 42    | 20    | 8     | 16     | 6      | 2      | 623    | 233    | 85     |

Bijgewerkt tot en met 17 april 2025.

## Interlandcarrière
Aspas debuteerde op 15 november 2016 in het Spaans voetbalelftal, in een oefeninterland in en tegen Engeland (2–2). Hij maakte die dag ook zijn eerste interlanddoelpunt, de 2–1. Aspas maakte deel uit van de Spaanse selectie die onder leiding van interim-bondscoach Fernando Hierro deelnam aan het WK 2018 in Rusland. Spanje werd in de achtste finales uitgeschakeld door Rusland. Aspas kwam in drie van de vier duels die Spanje speelde in actie, steeds als invaller.
Na een afwezigheid van bijna vier jaar werd hij in maart 2023 opnieuw opgeroepen door Luis de la Fuente. In de EK-kwalificatiewedstrijd tegen Noorwegen speelde hij op tien, voor Mikel Merino en Rodri. 

## Erelijst
| UEFA Europa League | 1x | 2014/15 |

## Persoonlijk
De oudere broer van Aspas, Jonathan, was eveneens profvoetballer.